# Łucznica
Łucznica – wieś sołecka w Polsce położona w województwie mazowieckim, w powiecie garwolińskim, w gminie Pilawa.
| SIMC    | Nazwa       | Rodzaj    |
| ------- | ----------- | --------- |
| 0683973 | Huta Anglia | część wsi |

Wieś królewska  położona była w drugiej połowie XVI wieku w powiecie garwolińskim  ziemi czerskiej województwa mazowieckiego. W latach 1975–1998 miejscowość administracyjnie należała do województwa siedleckiego.
Znajduje się tu zabytkowy dwór oraz park założony w XIX wieku.
Wierni Kościoła rzymskokatolickiego należą do parafii św. Bartłomieja Apostoła w Osiecku.